# Mapleview
Mapleview é uma cidade localizada no estado americano de Minnesota, no Condado de Mower.

## Demografia
Segundo o censo americano de 2000, a sua população era de 189 habitantes.
Em 2006, foi estimada uma população de 178, um decréscimo de 11 (-5.8%).

## Geografia
De acordo com o United States Census Bureau tem uma área de
0,5 km², dos quais 0,5 km² cobertos por terra e 0,0 km² cobertos por água.

## Localidades na vizinhança
O diagrama seguinte representa as localidades num raio de 20 km ao redor de Mapleview.